# 竹内靖司
竹内 靖司（たけうち やすし、1944年9月30日 - ）は、東京都出身の元俳優、元声優。東京俳優生活協同組合に所属していた。

## 人物
旧芸名は竹内 喬、竹内 靖。
身長168cm。体重62kg。血液型A型。
趣味はテニス、水泳。特技は大阪弁。
1967年、日大演劇学科を経て劇団雲の研究生となる。1973年より東京俳優生活協同組合に所属。

## 出演作品

### テレビドラマ

#### NHK
- 大河ドラマ
  - 勝海舟（1974年）
  - 風と雲と虹と（1976年） - 右兵衛府の侍、良正の郎党
  - 獅子の時代（1980年） - 徳川海軍兵士、西郷の側近
  - 徳川家康（1983年） - 百姓
  - 新大型時代劇 / 宮本武蔵（1984年）
  - 春の波涛（1985年） - 警官
  - 武田信玄（1988年） - 門番
  - 翔ぶが如く 第一部 第23話「竜馬と海舟」（1990年） - 高官
  - 信長 KING OF ZIPANGU（1992年）
  - 秀吉（1996年） - 見物人
  - 徳川慶喜（1998年）
- ドラマ人間模様 / 夢千代日記 第1話（1981年） - 声の出演
- 特選!時代劇
  - 水曜時代劇
    - 立花登 青春手控え 第2話「女牢」（1982年）
    - 御宿かわせみ 第2シリーズ 第21話「吉野の女」（1983年）

  - 金曜時代劇 
    - 腕におぼえあり 第1シリーズ 第9話「内蔵助の宿」（1992年）
    - とおりゃんせ〜深川人情澪通り（1995年）
- 連続テレビ小説
  - おしん 第24話（1983年） - 男
  - ひまわり 第118話（1996年） - 刑事
  - すずらん（1999年）
- 水曜ドラマ
  - イキのいい奴 第3話「おいしい話」（1987年）
  - とっておきの青春 第8話「父の涙」（1988年）
- 銀河テレビ小説（1988年）
  - お父さん入門
  - 総務部総務課山口六平太 第8話 - 工務店員
  - 殿様ごっこ
- 晴のちカミナリ 第8話「女心と空きの部屋」、第9話「破門の波紋」（1989年）
- 特集ドラマ / 鳥帰る（1996年）
- 憲法はまだか 第2部「戦争放棄」（1996年）
- 放送80周年記念 橋田壽賀子ドラマ / ハルとナツ 届かなかった手紙 第2話「北と南の大地に別れて」（2005年）

#### 日本テレビ
- 子連れ狼 (萬屋錦之介版) 第一部 第12話「鹿追い」（1973年）
- おからの華（1974年）
- おんな浮世絵・紅之介参る! 第20話「辻斬り浪人」（1975年）
- 太陽にほえろ!
  - 第178話「リスと刑事」（1975年）
  - 第195話「ある殺人」（1976年）
  - 第256話「ロッキー刑事登場!」（1977年）
  - 第309話「危険な時期」（1978年）
  - 第331話「新曲」（1978年）
  - 第346話「華麗なる証人」（1979年）
  - 第425話「愛の詩-島刑事に捧ぐ」（1980年）
  - 第442話「引金に指はかけない」（1981年）
  - 第446話「光る紙幣」（1981年）
  - 第459話「サギ師入門」（1981年）
  - 第501話「ある巡査の死」（1982年）
  - 第524話「ラガーのラブレター」（1982年）
  - 第556話「南国土佐・黒の推理」（1983年）
  - 第582話「犯罪ツアー」（1983年）
  - 第588話「夏子という女」（1984年）
  - 第597話「戦士よさらば ボギー最後の日」（1984年）
  - 第614話「17才」（1984年）
  - 第624話「張り込み」（1984年）
  - 第629話「ドリーム」（1984年）
  - 第638話「危険なふたり」（1985年）
  - 第654話「二度泣いた男」（1985年）
  - 第666話「父親ブルース」（1985年）
  - 第680話「陽ざしの中を」（1986年）
  - 第687話「男と女の関係」（1986年）
  - 第702話「教室」（1986年）
- 泣かせるあいつ 第13話「金魚鉢より愛をこめて!」（1976年）
- 金曜劇場 / 前略おふくろ様 第2シリーズ 第2話（1976年） - 酒屋
- 気まぐれ天使 第40話「オハナシできた?」（1977年）
- 俺たちの朝 第45話「グッドバイと男のロマンと心が痛い」（1977年10月23日） - YMSスポーツクラブ本社営業社員
- 大都会 PARTII 第31話「殺人計画No.4」（1977年）
- 新五捕物帳 第29話「物言えば唇寒し……」（1978年）
- 気まぐれ本格派（1978年）
  - 第28話「居候、三杯目には?」
  - 第35話「あの一寛が見合病?!」
- グランド劇場→土曜ドラマ
  - 池中玄太80キロ
    - パートI 第12話「人の気も知らないで…」（1980年）
    - ビッグスペシャル（1982年）

  - 天まであがれ! パート2 第9話（1983年）
  - 事件記者チャボ!
    - 第5話「チャボが愛した狼少年…」（1983年）
    - 第11話「チャボ、危機一パツ!」（1984年）

  - サイコメトラーEIJI（1997年）
    - CASE 1「殺人鬼メビウス（前編）」
    - CASE 10「THE LAST SEVEN DAYS（後編）」
- 木曜ゴールデンドラマ / 青年（1981年）
- 俺はおまわり君 第14話「そよ風の渡る世間に…」（1981年）
- 火曜サスペンス劇場
  - 張り子の虎（1983年）
  - 名無しの探偵 第3作「愛の復讐」（1987年）
  - 松本清張スペシャル・渡された場面 後編（1987年）
  - 魔術はささやく（1990年）
  - 松本清張スペシャル・危険な斜面（1990年）
  - 灰色無罪（1993年）
  - 刑事・鬼貫八郎 第3作「完全犯罪」（1994年）
  - 探偵事務所 第2作「7つの予告殺人プログラム!」（1995年） - 教師
  - 新・女検事 霞夕子 第9作「遺産相続」（1996年）
- カネボウヒューマンスペシャル / こぶしの花 -早春鎮魂歌-（1984年）
- 刑事物語'85 第2話「テレビスター殺人事件」（1985年）
- はだかの刑事（1993年）
- はるかの夢宣言（1993年）
- 水曜ドラマ / 星の金貨 第12話「愛のために死す! 愛とは、決して後悔しないこと…」（1995年）

#### TBS
- 風の中のあいつ 第26話「乱世の怪物どこへ行く」（1973年）
- 金曜ドラマ
  - 白い影 第4話（1973年） - マネージャー
  - 沿線地図 第1、2、10話（1979年） - 「かもめ」の常連
  - 十年愛 第6話「命がけの復讐」、第7話「抱きしめてほしい」（1992年）
  - 独身生活 第9話「私の秘密をバラして」（1999年）
  - QUIZ Question 4「公開捜査、1秒前」（2000年）
- 木下恵介・人間の歌シリーズ
  - 夏の別れ（1973年） - 男A
  - それぞれの秋 第10話（1973年）
- 赤い迷路 第2話「容疑」（1974年）
- ウルトラマンレオ - 帰ってきたウルトラマンの声
  - 第38話「決闘! レオ兄弟対ウルトラ兄弟」（1974年）
  - 第39話「レオ兄弟 ウルトラ兄弟 勝利の時」（1975年）
- ブラザー劇場 / 刑事くん 第3部 第46話「いもうとの初恋」（1975年）
- 青春の門 第一部「筑豊編」 第4話（1976年）
- グッドバイ・ママ 第6話（1976年）
- 森村誠一シリーズ・人間の証明 第12話（1978年）
- 道 第5話（1978年）
- 木曜座 / たとえば、愛（1979年）
  - 第3話
  - 第9話
- 熱い嵐（1979年）
- やる気満々 第1話「されどカネなし」（1979年）
- 噂の刑事トミーとマツ
  - 第1シリーズ
    - 第7話「あぁ煙突のてっぺんで」（1979年）
    - 第46話「トミマツ卒倒! 新課長、死のドライブ」（1980年）
    - 第57話「トミマツ腰抜け、 女は魔物だ!」（1981年）
    - 第60話「ナヌ!ドラマの犯人が 本物だァ?」（1981年）

  - 第2シリーズ（1982年）
    - 第7話「トミマツふらふら! ジャズダンスに潜入」
    - 第29話「大ピンチ! 恋した男は変身できぬ?」
- 天皇の料理番（1980年）
- 仮面ライダーシリーズ
  - 仮面ライダースーパー1（1981年）
    - 第20話「君の家に! ドグマの電話が今夜鳴る」 - 警官
    - 第37話「巨腕コマ怪人! 灯台の死闘!!」 - 灯台職員

  - 仮面ライダーBLACK 第11話「飢えた怪人たち」（1987年） - 記者
  - 仮面ライダーBLACK RX 第18話「怪! 夢の空中遊泳」（1989年） - 医師
- はまなすの花が咲いたら（1981年）
- ガラスの知恵の輪 第1話（1982年）
- ザ・サスペンス / お師匠さんは名探偵 第1作「三味線殺人事件」（1983年）
- 野々村病院物語II 第26話（1983年）
- 花王愛の劇場 / 妻の旅立ち（1984年）
- 夏・体験物語 パート1 第1話「ロストバージン16歳」（1985年）
- パパはニュースキャスター 第10話「パパの結婚物語」（1987年） - レポーター
- 東芝日曜劇場 / あんちゃんの恋 逃げた（1988年）
- 忠臣蔵・いのちの刻（1988年）
- 家栽の人 第1話「桑田判事登場」（1993年）
- いちばん大切なひと 第1話「幼なじみ」（1997年）
- ドラマ特別企画 / 烏鯉（1998年）
- 木曜ドラマ / 魔女の条件 第7話「逮捕」（1999年）
- 戦友
- 渡る世間は鬼ばかり

#### フジテレビ
- 6羽のかもめ 第26話「さらばテレビジョン」（1975年）
- 同心部屋御用帳 江戸の旋風 第3シリーズ 第3話「兇党の息子」（1977年）
- 土曜劇場 / 白い巨塔（1978年） - バー「シロー」のバーテン
- 平岩弓枝ドラマシリーズ / 日本のおんなシリーズI「下町の女 めぐる月日」（1979年）
- 江戸の激斗 第1話「壮絶! 遊撃隊」（1979年）
- 大捜査線（1980年）
  - 第2話「男たちの挽歌」
  - 第25話「可愛いあの娘が死んだ」
- 恋人よ、われに帰れ（1983年）
- 木曜ドラマストリート / 明日を殺さないで（1985年）
- 金曜女のドラマスペシャル（1986年）
  - 完全犯罪の女
  - 風の盆恋歌
- 心はロンリー気持ちは「…」（1986年）
  - 心はロンリー気持ちは「…」III（金曜おもしろバラエティ）
  - 心はロンリー気持ちは「…」IV（木曜ドラマストリート）
- 乱歩賞作家サスペンス / 許された日々（1989年）
- 男と女のミステリー→金曜エンタテイメント
  - 記憶の中の時間（1989年）
  - 京都喰い道楽 古本屋探偵ミステリー 第2作「夏目漱石に秘められた哀しい恋文」（2004年） - 木村
- 旅情サスペンス / 岩手めんこい偽風景（1991年）
- 悪魔のささやき「まぼろしの夏殺人事件」（1991年） - 刑事
- 木曜劇場 / わがままな女たち（1992年）
- 古畑任三郎 S1第5話（1994年5月11日、フジテレビ）
- 勝利の女神（1996年）
- はるちゃん3（1999年）
- 幸福の明日 第7話「お母さんがダウン」（2000年）
- レッド（2001年）

#### テレビ朝日
- ポーラ名作劇場 / ながい坂（1969年）
- イナズマン 第6話「怪奇ユキバンバラ! 新人類手術!!」（1973年） - 医師
- キカイダー01
  - 第24話「悪魔の業!? 地球ブタの惑星計画」（1973年） - マッドピッグ105の声
  - 第35話「振袖娘ビジンダー地獄絵巻」（1974年） - キモノドクガの声
- 特別機動捜査隊
  - 第659話「俺が愛した女だ!!」（1974年） - 警官
  - 第691話「三船刑事死す」（1975年） - 警官
  - 第754話「ドキュメント・暴行」（1976年） - 刑事
- テレビスター劇場 / 華麗なる一族（1974年）
- スーパー戦隊シリーズ
  - 秘密戦隊ゴレンジャー 第1話「真赤な太陽! 無敵ゴレンジャー」、第3話「大逆襲! 黄色いつむじ風」（1975年） - 青銅仮面の声
  - バトルフィーバーJ 第2話「エゴス怪人製造法」（1979年） - 中井課長
  - 科学戦隊ダイナマン 第14話「突撃チョロッポ兵」（1983年） - マサトの父
  - 高速戦隊ターボレンジャー 第31話「女戦士キリカ」（1989年） - 月影小夜子（キリカ）の父、ドクロ怪人の声
  - 忍者戦隊カクレンジャー 第10話「子泣き爺いぢゃ」（1994年） - 医師
  - 未来戦隊タイムレンジャー Case File9「ドンの憂鬱」（2000年） - 警視庁幹部
  - 爆竜戦隊アバレンジャー 第1話「アバレ恐竜大進撃!」（2003年） - 博物館警備員
- ザ・カゲスター（1976年） - 風村コンツェルン社員
- 超神ビビューン 第28話「人間が鬼になる? 怪力ズシーンの鬼退治」（1977年） - 団地の住人
- 破れ奉行 第18話「炎の女囚狩り」（1977年）
- 特捜最前線
  - 第39話「密告・コーヒージャック!」（1977年）
  - 第207話「雨傘殺人事件!」（1981年）
  - 第265話「遠い炎の記憶!」（1982年）
  - 第373話「呪われた死者の呼ぶ声!」（1984年）
  - 第392話「幼児誘拐・5年目の再開!」（1984年）
  - 第419話「女医が挑んだ殺人ミステリー!」（1985年）
  - 第425話「あるサラリーマンの死!」（1985年）
  - 第475話「単身赴任誘拐事件・窓際族の身代金!」（1986年）
  - 第491話「天使を乗せた紙ヒコーキ!」（1986年）
- 土曜ワイド劇場
  - 逃亡 雪原の銃声（1978年）
  - 帝銀事件（1980年）
  - 純愛連続殺人 第2作「すすり泣く水子地蔵」（1982年）
  - 死者の木霊（1982年）
  - 北の椿は死を歌う（1989年）
  - 魔術はささやく（1990年）
  - 新・女弁護士 朝吹里矢子 第1作「夢の告発」（1994年） - 佐中竜一
  - 松本清張スペシャル・書道教授（1995年）
- 警視庁殺人課 第18話「ハイウェイ殺人事件・死の運び屋」（1981年）
- 傑作推理劇場 / 消えた献本（1981年）
- ザ・ハングマン
  - ザ・ハングマン 第47話「生か死か!? ドラゴン危うし」（1981年）
  - ザ・ハングマン4 第20話「麻薬女優と大学教授の恋がハメられる!」（1985年）
- 西部警察
  - 西部警察 PART-II 第25話「走る爆破指令室－マシン・RS－」（1982年）
  - 西部警察 PART-III 第54話「眼には眼を」（1984年）
- 私鉄沿線97分署 第33話「心のシグナルが見えますか?」（1985年）
- 月曜ワイド劇場 / おさな妻 私を抱いて…16歳の初夜（1983年）
- 人妻捜査官 第2話「疑惑!? 美人妻の集る喫茶店」（1984年）
- 私鉄沿線97分署 第33話「心のシグナルが見えますか?」（1985年）
- 火曜ミステリー劇場 / 西村寿行ミステリー 犬笛（1990年）
- 代表取締役刑事（1991年）
  - 第24話「シンデレラ」
  - 第33話「嘆きの天使」
- さすらい刑事旅情編
  - さすらい刑事旅情編IV 第2話「女流漫画家の秘密・週末特急に乗る娘」（1991年）
  - さすらい刑事旅情編V 第9話「バッグを取り違えた女・みちのく殺人行」（1992年）
  - さすらい刑事旅情編VII 第3話「アルプスに消えた女・弟の失踪」（1994年）
- クリスマススペシャル / 10年目のクリスマス・イブ（1991年）
- 本当にあった怖い話 「水子霊の囁き」（1992年）
- 風の刑事・東京発!（1994年）
- サントリーミステリースペシャル / あなたに10億円さしあげます!（1996年）
- はぐれ刑事純情派
  - 第12シリーズ 第12話「襲われた夫は強盗犯!? 捜査を邪魔した女」（1999年）
  - 第13シリーズ 第19話「殺人アリバイの謎! 面会を拒んだ女」（2000年）
- 田原総一朗の人間発掘スペシャル / 20世紀の成功神話「経営の神様 松下幸之助」（2001年）
- 仮面ライダー響鬼 三十三之巻「装甲う刃」（2005年） - 農夫[3]
- 新春ドラマスペシャル / マグロ 前編（2007年）

#### 東京12チャンネル→テレビ東京
- 忍者キャプター 第13話「まぼろしの大秘宝」、第14話「火忍キャプターは二度死ぬ」（1976年） - 地魔の声
- スパイダーマン 第22話「暗い運命に泣け 父と子」（1978年） - 大滝圭一（白衣怪人人間態）
- 大江戸捜査網
  - 第3シリーズ
    - 第317話「人質救出 甦る父娘の絆」（1979年）
    - 第412話「意地悪婆さん危機一髪!」（1981年）
    - 第495話「母が哭く津軽三味線呪い節」（1983年）

  - 平成版 第2シリーズ 第6話「密通無情」（1991年）
- 徳川無頼帳（1992年）

### 映画
- お助けマン参上（東映教育映画）

### CM
- NTTドコモ東海